# Чек

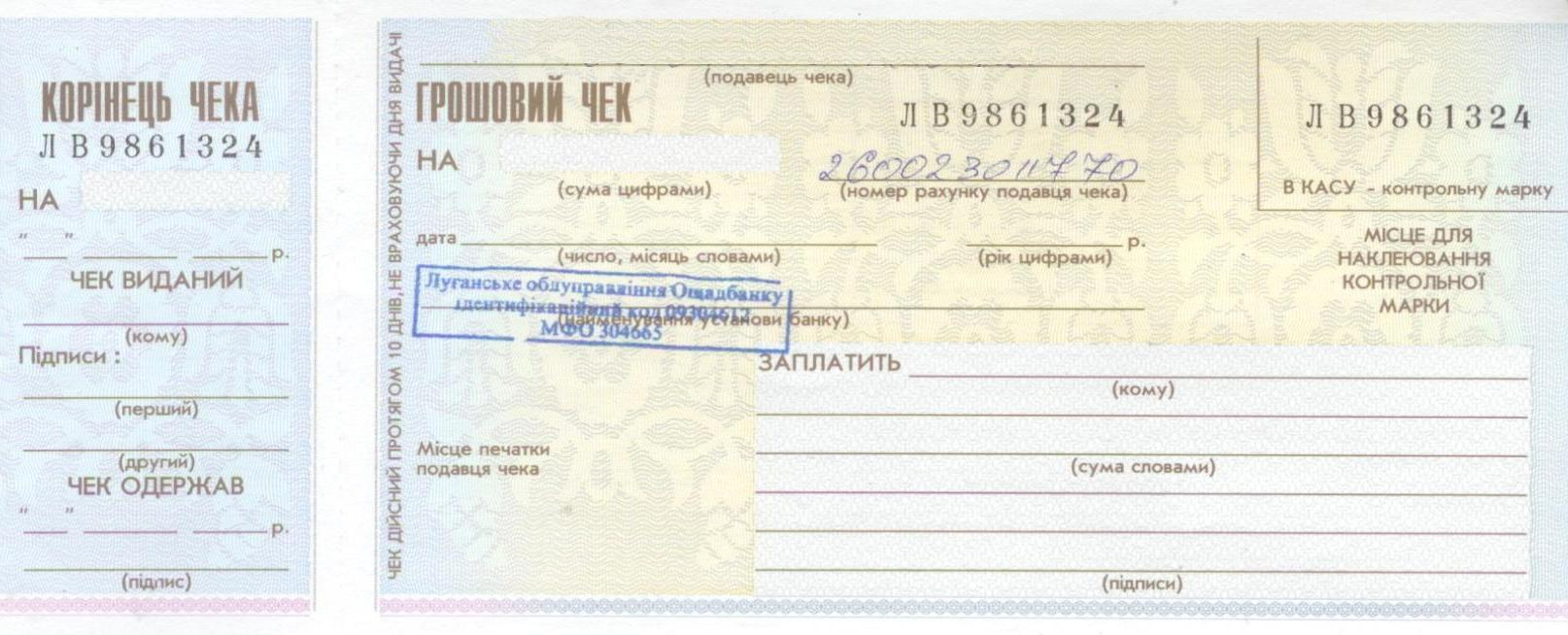
Грошовий чек Ощадбанку, Україна

Чек (англ. cheque) — встановленої форми грошовий (фінансовий) документ, який містить безумовне письмове розпорядження чекодавця (власника рахунку у фінансовій установі) про сплату чекотримачеві зазначеної в чеку суми.
Як правило, чек виписується проти депонованої на рахунку суми; він не може бути відкликаний і не вимагає акцепту.
- Банківський чек — чек, який використовується для здійснення комерційних платежів, головним чином нетоварного характеру.
- Грошовий чек (готівковий) — чек, оплату якого здійснюють шляхом виплати грошей пред'явникові чека.
- Електронний чек — платіжний документ в електронному вигляді.
- Товарний чек — документ, що виписується продавцем та засвідчує купівлю покупцем товару.
- Дорожній чек — платіжний документ, що його зазвичай використовують як засіб розрахунків у подорожах, здебільшого міжнародних.
- Касовий чек — талон у касу із зазначеною сумою, яку слід заплатити, а також талон з каси (банкомата, платіжного терміналу) зі свідченням, що товар оплачено. У випадку SMS-банкінгу чеком слугує SMS-повідомлення.
- Іменний чек — чек, виписаний на ім'я певної особи.
- Пред'явницький чек — чек на отримання готівки з банку, виписаний на ім'я пред'явника.
- Альтернативний чек — іменний чек, який може бути сплачений будь-якому пред'явникові (в Україні не використовується).
- Фіктивний чек — чек, виписаний на неінкасовану суму.

Юридична особа — нерезидент або фізична особа — нерезидент, що видає іншій особі чек, який підписує, називається чекодавцем.

## Акцептування чека
Акцепто́ваний чек — чек, який має акцепт банку, що гарантує зарахування коштів на рахунок одержувача вказаної в ньому суми. Застосовується при розрахунках в одному і тому ж місті бюджетними організаціями за товари і послуги, повернені фінорганами доходи бюджету через підприємства зв'язку. Банк приймає чек для акцепту при наявності коштів на рахунку чекодавця. Акцептований чек дійсний протягом 10 днів з моменту його виписки, може бути оплачений тільки в повній сумі, обмін на готівкові гроші не допускається.

## Галерея

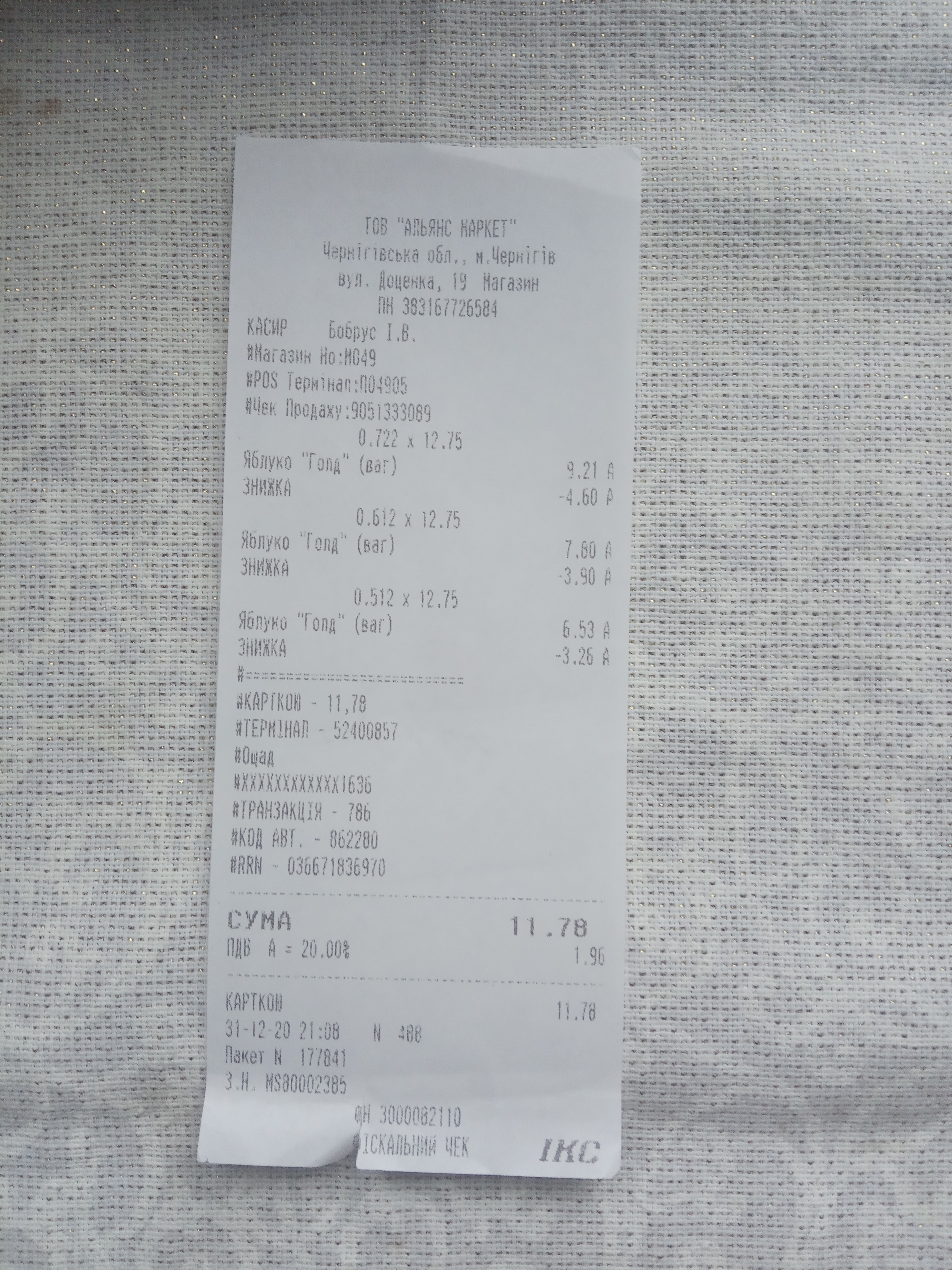
Касовий чек із супермаркету Союз (Чернігів, 2020)